# Puerto Madero

Lage von Puerto Madero in Buenos Aires

Puerto Madero ist ein Stadtteil der argentinischen Hauptstadt Buenos Aires am Ufer des Río de la Plata. Puerto Madero ist 2,1 km² groß und hat ca. 8.000 Einwohner.
Bis in die 1990er Jahre unterstand das Viertel der Zentralregierung und wurde von der Prefectura kontrolliert, heutzutage ist es einer der jüngsten Stadtteile der autonomen Bundeshauptstadt Buenos Aires.

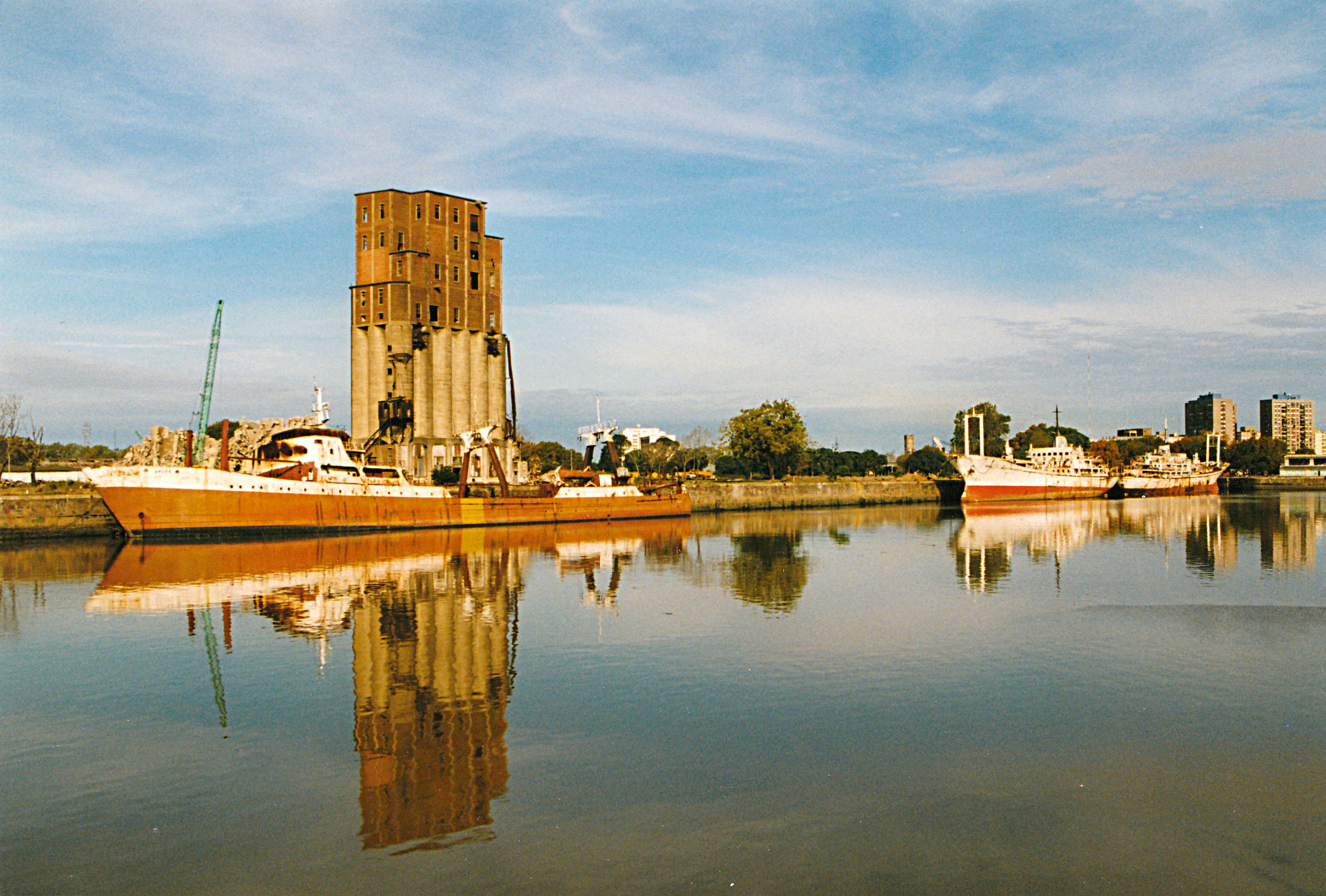
Schiffswracks im Süddock 1999

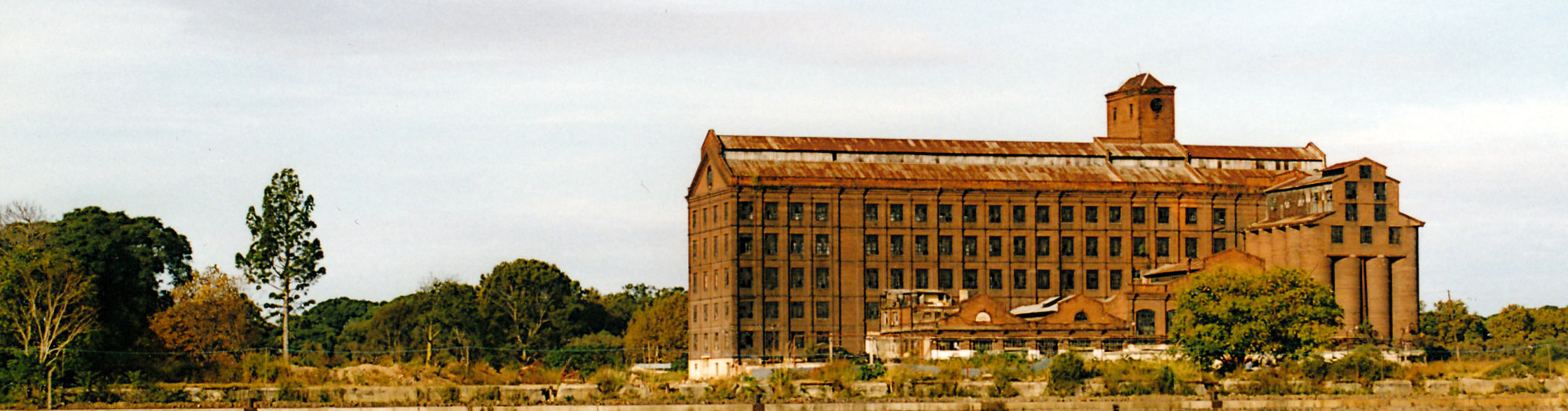
Ein verfallenes Lagerhaus mit Silos im Jahr 1999, heute das von Phillippe Starck gestaltete Faena Hotel Buenos Aires, das ein Mitglied der Allianz der sogenannten Leading Hotels of the World ist.

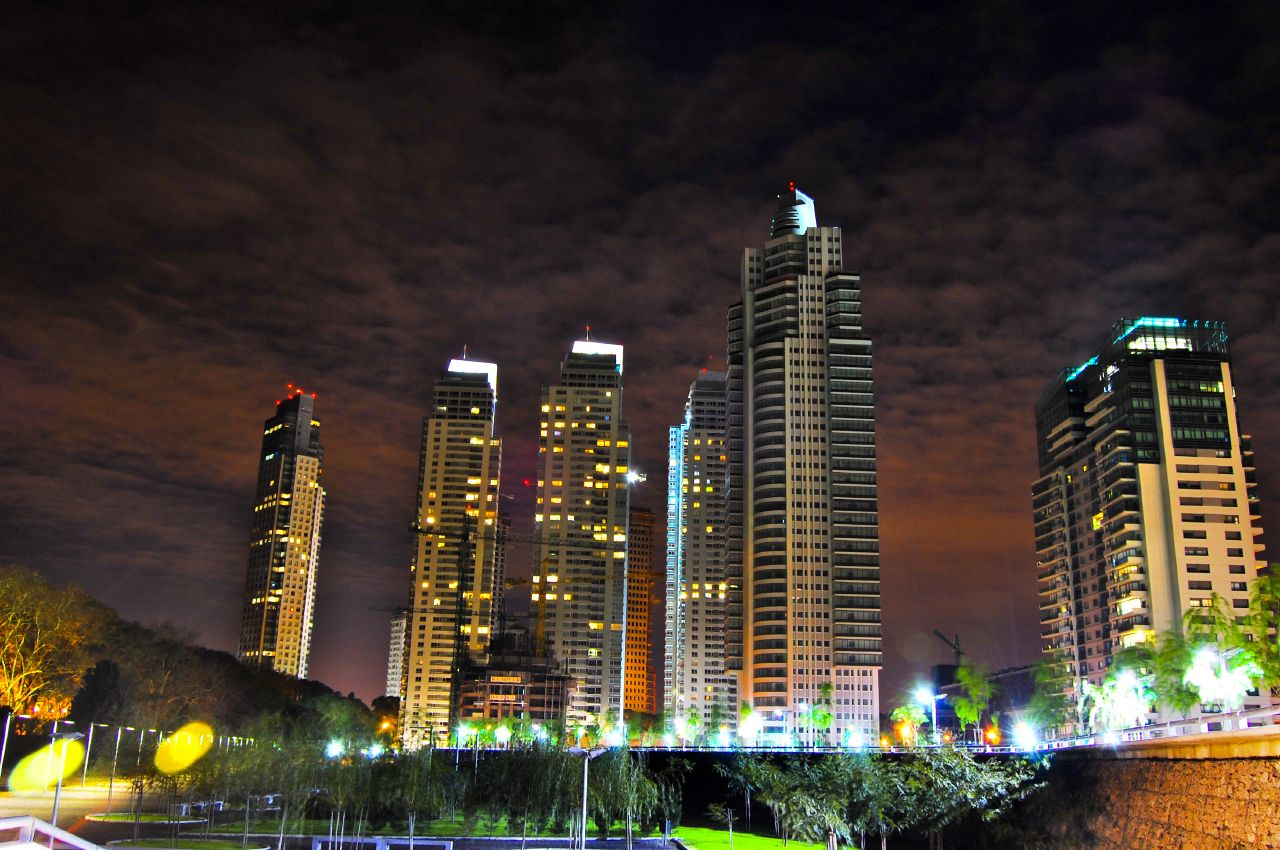
Wolkenkratzer in Puerto Madero bei Nacht

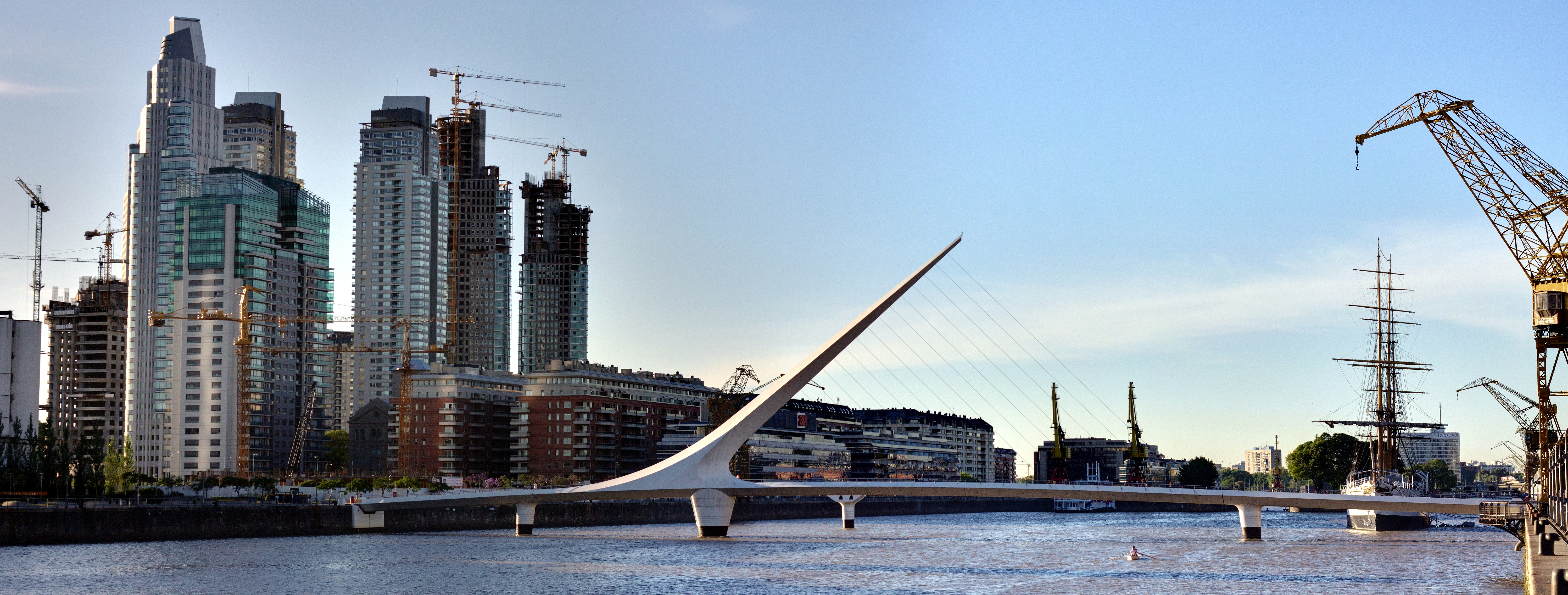
Frauenbrücke

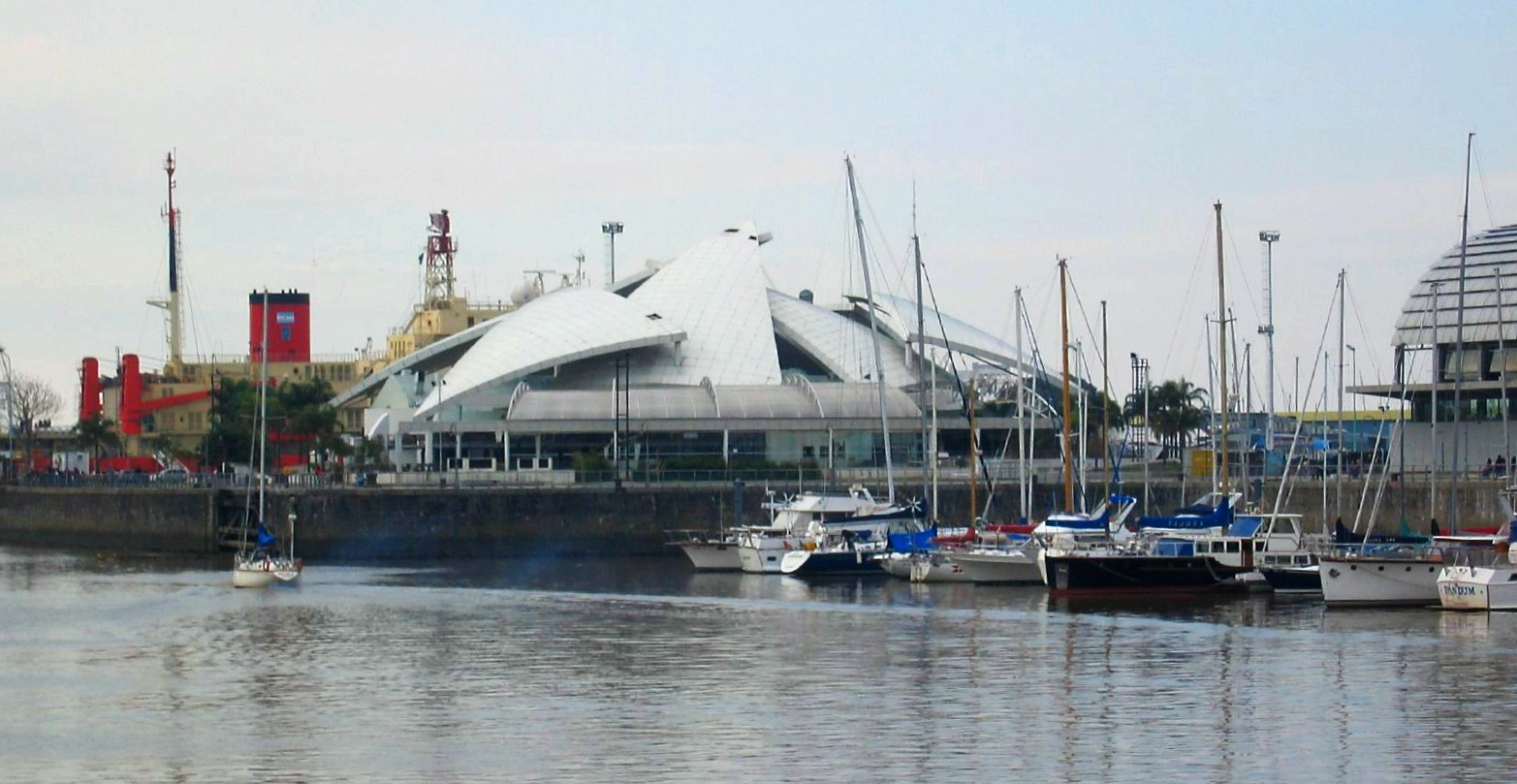
Diskothek am Yachthafen

## Geschichte
Seit seiner Gründung hatte Buenos Aires das Problem, dass große Schiffe aufgrund der geringen Wassertiefe des Flusses nicht im Hafen ankern konnten, sondern weiter draußen auf Reede ankern mussten. Ladegut und Passagiere mussten auf flachgehende Leichter und Fähren umgeladen werden bzw. umsteigen. 
1882 nahm die Regierung Eduardo Madero unter Vertrag, um einen neuen Hafen zu bauen. Maderos Entwurf wurde unter vielen anderen ausgewählt. Der Bau begann 1887, und das Viertel wurde zehn Jahre später fertiggestellt; Teile wurden allerdings schon ein paar Jahre früher genutzt. Zu seiner Zeit stellten die Anlagen ein ingenieurtechnisches Meisterwerk dar. Bereits zehn Jahre später war der Hafen jedoch bereits veraltet, da mittlerweile noch größere Schiffe gebaut wurden. 
Die Regierung beauftragte dieses Mal den Bauingenieur Luis Huergo mit dem Bau eines neuen Hafens, dem sog. Puerto Nuevo. Er hatte bereits bei der Ausschreibung Anfang der 1880er Jahre seinen Entwurf eingereicht, dieser war jedoch zugunsten Maderos abgelehnt worden. Das erste Segment wurde 1911 in Betrieb genommen, aber erst 1926 fertiggestellt. Bis heute wird der Hafen genutzt.
Mit der Inbetriebnahme des Puerto Nuevo war der Puerto Madero überflüssig, und das Gebiet verfiel allmählich. In den Jahren 1925, 1940, 1960, 1969, 1971, 1981 und 1985 wurden Versprechungen gemacht, das Gebiet wiederzubeleben oder es abzureißen, ohne dass ein Plan realisiert wurde.

## Entwicklung
Am 15. November 1989 unterzeichneten das Ministerio de Obras y Servicios Públicos (Ministerium für Arbeit und Öffentliche Dienste), das Ministerio del Interior (Innenministerium) und die Stadtverwaltung von Buenos Aires einen Kooperationsvertrag für eine Gesellschaftsgründung „Corporación Antiguo Puerto Madero“ (Kooperation Alter Hafen Madero). Ziel war die Urbanisierung von Puerto Madero. 
Die Verantwortung für die 170 Hektar Hafengebiet, die vorher auf die Hafenverwaltung, die argentinische Bahngesellschaft und den Junta Nacional de Granos (Nationale Getreide-Runde) aufgeteilt war, lag nun bei der neuen Gesellschaft. Die Stadt Buenos Aires war jedoch allein für die Bebauungspläne verantwortlich. 
In den 1990er Jahren wurden mit Hilfe von in- und ausländischen Investoren die alten Warenhäuser in Lofts, Büros, private Hochschulen, Hotels und Restaurants umgewandelt. 2008 wurde in einem Neubau am nördlichen Hafenbecken das Museum Fortabat eröffnet. An der Neugestaltung haben international bekannte Architekten mitgewirkt, darunter Santiago Calatrava, Norman Foster, César Pelli und Phillippe Starck. Puerto Madero hat sich seitdem zu einem der trendigsten Viertel in Buenos Aires entwickelt und ist Anziehungspunkt für junge und alte Menschen gleichermaßen. Der Anstieg der Immobilienpreise durch die Gentrifizierung zog auch ausländische Käufer an, vor allem im Premiummarkt. 
Eine Anzahl von Museen wurden in dem wiederbelebten Viertel eingerichtet. Dazu gehört auch das Faena Arts Center im Maschinenhaus einer der größten früheren Getreidemühlen Argentiniens, welches 2011 eröffnet wurde.
Im Zuge der Neugestaltung wurden auch die Straßen neu angelegt. Der Ostteil des Viertels besteht jetzt aus drei breiten Boulevards in Ost-West-Ausrichtung, die von der Hauptstraße, der Avenida Juana Manso, gekreuzt werden. Auch diverse Fußgängerzonen wurden angelegt. 
Alle Straßen in Puerto Madero sind nach Frauen benannt. Die jüngste Verbindung zwischen Puerto Madero und der Innenstadt ist die Puente de la Mujer (Frauenbrücke) von 2001, eine seltene Schrägseil-Drehbrücke, die von Santiago Calatrava entworfen wurde.
Seit 2000 wurden etliche Wolkenkratzer für Wohnzwecke errichtet, die bis zu 50 Stockwerke hoch sind, darunter das Gebäude El Faro, das zum Zeitpunkt seiner Fertigstellung das höchste Gebäude in Buenos Aires war. Mittlerweile ist der Alvear Tower mit 235 Metern das höchste Gebäude der Stadt, ebenfalls in Puerto Madero befindlich. Weitere Hochhäuser wurden für Büros und Hotels gebaut oder befinden sich in Planung.

## Verkehr

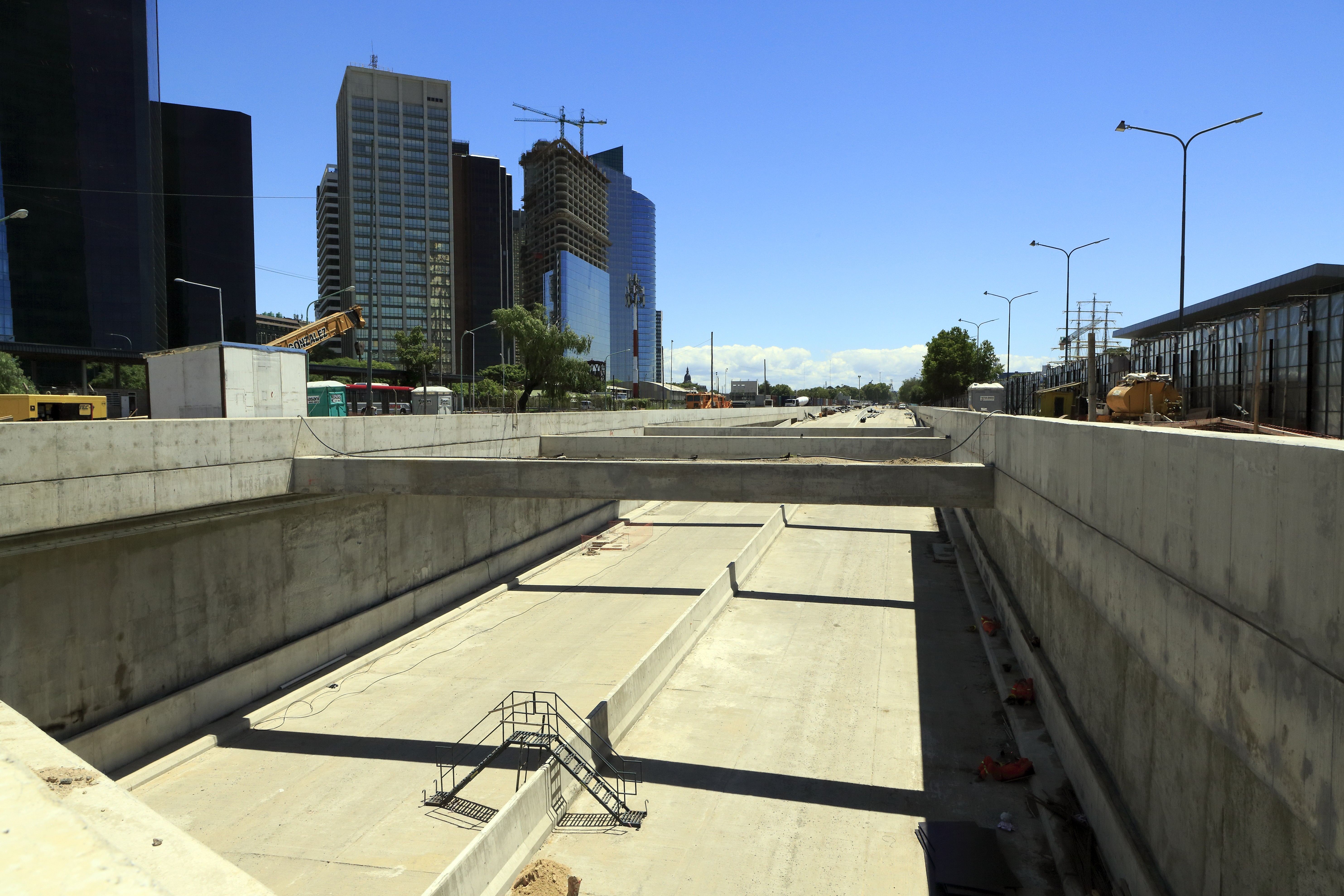
Paseo del Bajo im Bau, Februar 2019

Im Juli 2007 wurde die Straßenbahn Tranvía del Este eingeweiht, die bis zur Schließung 2012 auf zwei Kilometern Streckenlänge neben der Avenida Alicia Moreau de Justo verkehrte. Es bestanden Pläne, die Strecke zu den Bahnhöfen Retiro und Constitución weiterzuführen. Daneben gibt es noch ein paar Busverbindungen, allerdings noch keinen U-Bahn-Anschluss. 
Seit längerem gibt es Überlegungen, den Norden und Süden von Buenos Aires durch eine Schnellstraße zu verbinden, die durch Puerto Madero führen würde. Zahlreiche Entwürfe wurden bereits diskutiert, darunter ebenerdige, Untergrund-Strecken und Hochstraßen. Alle Entwürfe wurden jedoch aus städtebaulichen oder finanziellen Gründen verworfen. Ein Streckenführung zwischen Puerto Madero und dem Naturschutzgebiet Reserva Ecológica de Buenos Aires wird von Umweltschützern abgelehnt. Für alle Entwürfe wird auch befürchtet, dass diese zu einem noch höheren Verkehrsaufkommen führen würde, als die Stadt ohnehin schon bewältigen muss. Der »Paseo del Bajo« genannte Straßenzug wird seit 2017 neben der Avenida Alicia Moreau de Justo als Trogbauwerk gebaut, dabei wurde auch der Gleisbereich der Tranvía del Este in Anspruch genommen. Seit Ende Mai 2019 ist er in Betrieb.
Parallel zu diesem Straßenzug besteht seit Jahrzehnten eine Eisenbahnverbindung, Ramal ferroviario Retiro–Empalme Norte–Kilometro 5 zwischen den Retiro-Bahnhöfen im Norden und dem Teilnetz Ferrocarril General Belgrano im Süden mit einer abzweigenden Tunnelstrecke unter der Avenida de Mayo zum Bahnhof Once de Septiembre. Genutzt wird sie nur noch für den Güterverkehr, Reisezüge verkehren seit Jahren nicht mehr. Der Haltepunkt Puerto Madero wurde 2016 abgebrochen.